# رکود بزرگ آمریکا
رکود بزرگ آمریکا (به انگلیسی: America's Great Depression) رساله‌ای است که توسط موری روتبارد در سال ۱۹۶۳ دربارهٔ رکود بزرگ آمریکا در دهه ۱۹۳۰ و علت‌های ریشه ای آن است. این کتاب شکست‌های سیاست‌های دولت را عامل رکود بزرگ می‌داند و دیدگاه عمومی مبنی بر بی‌ثباتی سرمایه‌داری را به چالش می‌کشد.

## خلاصه
روتبارد استدلال می‌کند که سیاست‌های مداخله جویانه دولت هربرت هوور بود که مدت، وسعت و شدت رکود بزرگ را افزایش داد. روتبارد نظریه اتریشی چرخه کسب‌وکار را توضیح می‌دهد که معتقد است دستکاری دولت در عرضه پول، زمینه را برای چرخه رونق-رکود بازار مدرن فراهم می‌کند. او سپس سیاست‌های تورم‌زا فدرال رزرو از سال ۱۹۲۱ تا ۱۹۲۹ را به‌عنوان شواهدی که نشان می‌دهد رکود اساساً ناشی از سفته‌بازی نیست، بلکه به دلیل دخالت دولت و بانک مرکزی در بازار بوده، توضیح می‌دهد.